# 31e groupe autonome des forces terrestres antiaériennes
Le 31e groupe autonome des forces terrestres antiaériennes, ou GAFTA, est formé le 16 septembre 1943 à Marrakech avec des éléments du 410e groupement de DCA et équipé de canons de 40 mm Bofors répartis en 5 batteries. Il est destiné à soutenir et à protéger l'action et les éléments de la 5e division blindée française.
À sa création, il est placé sous les ordres du chef d'escadron Gely qui fera réaliser son insigne. Le 31e GAFTA sera dissous le 30 avril 1947 et ses batteries seront réparties au sein des trois groupes d'artillerie de la 5e division blindée.

## Insigne
Brochant sur un écu français moderne doré et émaillé, taillé de bleu et de rouge, tube de 40 Bofors dorés et ailes d'émail blanc indiquant la vocation antiaérienne des FTA. La chenille évoque l'arme blindée et est encadrée par la devise de la 5e DB en lettres d'or. En chef à gauche, nombre « 31 » d'émail blanc.
Fabricant inconnu, 1945.

## Chefs d’escadron
- Commandant Gely
- Commandant Elias
- Commandant Germain
- Commandant Goubet

## Historique
Le 16 septembre 1943, l’unité est formée au camp d'Alegron (du nom du Capitaine Rzekiecki dit d'Alegron, Mort pour la France le 18 juin 1940) à Marrakech (Maroc). Le 31e GAFTA est destiné à soutenir et à protéger l’action et les éléments de la 5e DB.
Issus pour la plupart du 410e RAA, les cadres et la troupe, qui constituent l’ossature du groupe doivent attendre le matériel : intendance, habillement, cuisine, puis enfin l’armement, les munitions, les radios, le matériel auto.
En effet, les cadres proviennent des 201e, 202e, 203e sections autonomes de mitrailleuses ; beaucoup sont encore à l’instruction.
Quant au matériel, ce n’est que le 30 octobre qu’arrivent les premières jeeps et le 5 novembre les premiers canons. Il fallut attendre encore un mois avant l’arrivée des GMC.
Enfin ce fut immédiatement l’organisation et l’instruction, ce fut long… manœuvres, exercices d’embarquement, école à feu puis manœuvres combinées en liaison avec les autres unités de la 5e DB.
Première étape du grand retour, le 31e rejoint mi-décembre la 5e division blindée dans l’Oranie.
Le 31e GAFTA comprend alors 17 officiers, 53 sous-officiers, 495 hommes de troupe, équipés de 15 jeeps, 23 Dodge, 70 GMC et 32 canons de 40 Bofors.
Le jour tant attendu
15 août 1944 : La première armée française vient de débarquer en France. Les hommes du 31e comme ceux de la 5e DB ne seront pas des premiers. Impuissant, ils assistent à la libération du sol natal.
15 septembre 1944 : L'ordre d'embarquer arrive enfin.
25 septembre 1944 à 17h : Le 31e embarque à Oran.
1er octobre 1944 : Le 31e débarque à Marseille dans la rade de l'Estaque et se regroupe dans la région d’Aix-en-Provence.
Alors commence la grande poursuite victorieuse et le refoulement de la 19e armée allemande.
27 novembre 1944 : Le 31e participe à la libération de Dannemarie pendant laquelle il subit des pertes. Il appuie en cela l'intervention des forces de la Légion étrangère et de la 5eme DB. La ville, porte d'entrée de l'Alsace est libérée le jour suivant. 
10 décembre 1944 : La batterie D s'illustre à Hachimette : il s'agit de protéger le flanc gauche de l'attaque en direction d'Orbey puis de défendre le village face aux troupes allemandes. Les half-tracks de la « D » appuient les goumiers et les légionnaires.	

### La Bataille de Jebsheim

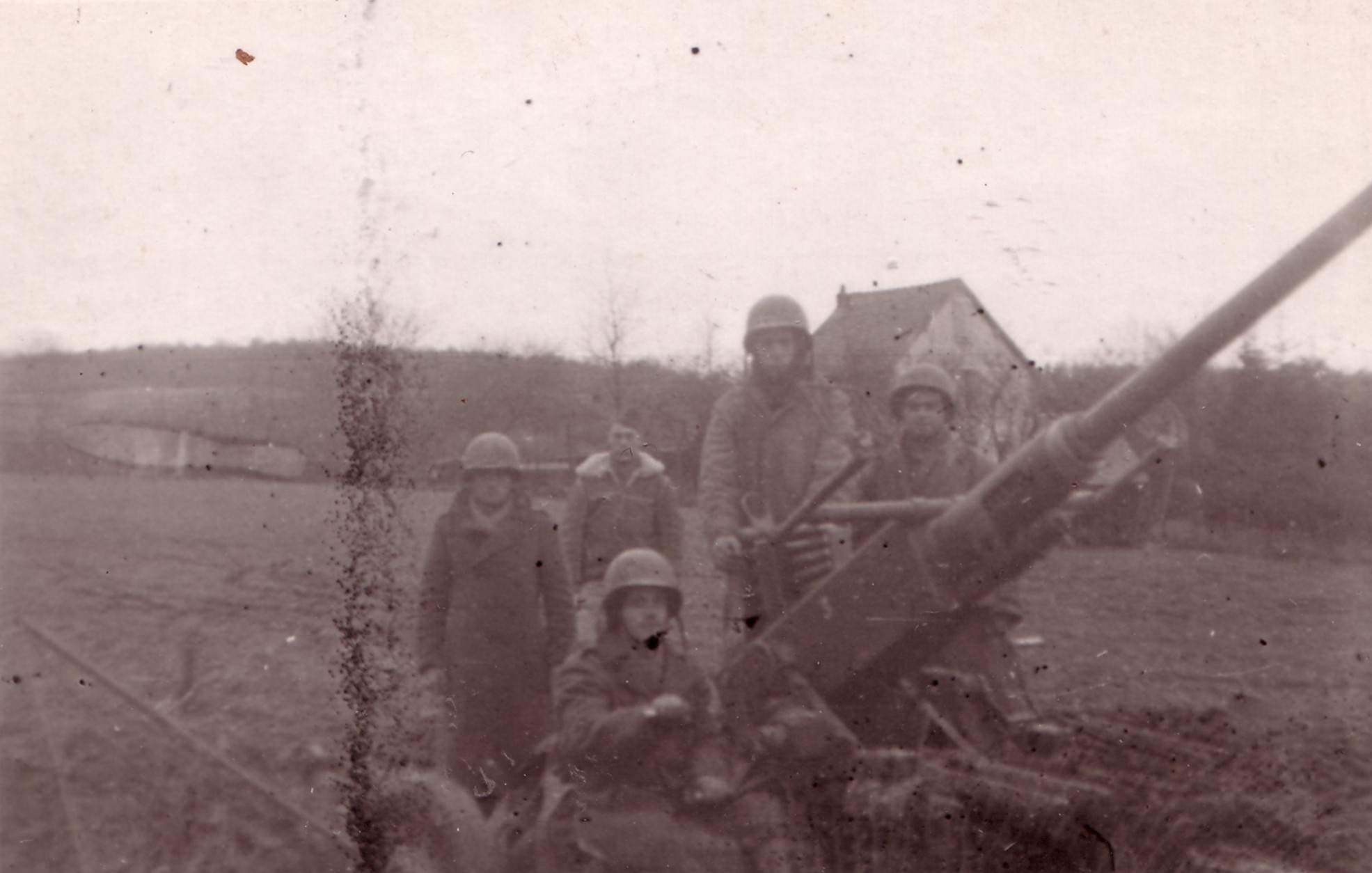
Canon de 40mm Bofors

Les 28 et 29 janvier 1945, la bataille de Jebsheim va atteindre son point culminant. Le combat urbain livré dans le village même, avec des troupes constamment renforcées de part et d’autre, va prendre peu à peu des proportions, qui, au début, étaient imprévues et devenir ainsi l’un des épisodes les plus sanglants et les plus glorieux de la guerre.
Jamais combat de rues ne fut plus acharné, plus long, plus meurtrier. Jebsheim est un charnier.
On marche sur les corps. Il y en a partout, dans les escaliers, sur les toits, dans les vergers. Il y en a sous les décombres des maisons écroulées.
Toutes les maisons sont éventrées, des carcasses calcinées de véhicules traînent çà et là et les cadavres, dont certains ont en plus été écrasés par les chars, encombrent les rues et les jardins.
Les half-tracks de la batterie « C » étaient présents à Jebsheim du début à la fin des combats, soit du 27 janvier 1945 au 3 février 1945.
Voici un extrait du journal de marche des half-tracks de la batterie C du 31e GAFTA affecté au CC 6 de la 5e DB : 
« Le 28 janvier 1945, vers 20 heures, le half-track de Thuriot est mis hors d’usage par un « 88 ». Thuriot est commotionné mais pas évacué. Olivares, blessé à la cuisse gauche, décèdera des suites de ses blessures. Henry est blessé aux jambes. Ils sont évacués. Les mitrailleuses de Gueriot restent muettes, il rentre au cantonnement. Il reste pour la défense Paollilo, Noel, Sabathe, Zwiller évacué pour pieds gelés. Tous tirent dans la nuit. Sabathe fait deux prisonniers.
Le 29 janvier 1945, le half-track de Cuny, resté au cantonnement, a le radiateur perforé, il est dirigé vers Mutzig. Nous tirons beaucoup dans la journée, en particulier le half-track de Sabathe et nous faisons 39 prisonniers, vers 16 heures, bien d’autres se rendent aux compagnies parachutistes plus à l’ouest.
D’après les patrouilles, il y aurait près de 300 morts dans les vergers, où nous avons tiré. Boem est touché par une balle au genou, mais pas évacué. »

### L’occupation de l’Allemagne
Pendant la période d'occupation en Allemagne, le 31e GAFTA avait ses batteries réparties dans la vallée du Neckar et était sous les ordres du chef d’escadron Germain, commandant en second capitaine Thevenin.
- Batterie État-major à Sulz, commandant Germain
- Batterie A à Eutingen, capitaine ?
- Batterie B à Rexingen puis Dornhan, capitaine Castagnier, puis capitaine Thevenin
- Batterie C à Vöhringen, capitaine Tissot
- Batterie D à Sulz, capitaine Claraz
- Camps Sous-Lieutenant Cambus à Horb
- Camps Maréchal des Logis Chef Granger à Sulz

### Chronologie de la classe 46/1 et 46/2
Du 23 mai au 26 mai 1946, 238 jeunes de la classe 46/1 arrivent au camp d’instruction. Camp Granger et Camp Biron à Sulz.
Le 26 mai 1946, mouvement à Vöhringen.
Le 1er juin 1946, contrôle de l’instruction de la classe 46/1.
Le 24 juillet 1946, manœuvres à Wittershausen.
Le 1er septembre 1946, répartition de la classe 46/1 : 35 à la Batterie C, 77 à la 4e batterie et 30 à la 1re batterie.
Le 19 septembre 1946, manœuvres à Münsingen.
Du 4 novembre au 11 novembre 1946, 128 jeunes de la classe 46/2 arrivent à l’unité, dont 15 au titre du Service des essences.
Le 11 février 1947, 13 recrues du Service des essences rejoignent leur unité.
Le 23 février 1947, 15 recrues vont suivre à Sulz le peloton radio.
Le 5 mars 1947, libération de 6 canonniers servant, soutien de famille de la classe 46/1.
Le 17 mars 1947, manœuvres à Munsingen.
Le 23 mars 1947, 15 CST (Canonnier Servant Tireur) vont suivre un stage de guet à la 2e batterie.
Le 14 avril 1947, école à feu à Munsingen.
Le 16 avril 1947, démobilisation de la classe 46/1 soit 2 M.D.L et 27 CST.
Le 1er mai 1947, dissolution du 31e GAFTA qui devient la batterie FTA du 3/24e régiment d'artillerie à Sarrelouis.
Le 25 juillet 1947, nomination de 23 2e CST de la classe 46/2 au grade de 1re classe par ordre no  94.
Le 24 octobre 1947, démobilisation de la classe 46/2 : 1 MDL ( FORCE Michel au 20/08/1947 ), 1 BC et 36 CST.
Le 10 décembre 1947, la classe 46/2 est rappelée : 1 BC et 36 CST.
Le 15 décembre 1947, nomination de 2 MDL de la classe 46/2 (Grail et Bouffet).
Le 13 janvier 1948, nomination de 2 BC 46/2 au grade de MDL, nomination de 3 brigadiers au grade de brigadier chef. Nomination de 6 CST 46/2 au grade de brigadier.
Du 17 au 20 janvier 1948, départ en permission de 8 jours des rappelés de la classe 46/2.
Du 10 au 14 mars 1948, démobilisation de la classe 46/2.

## Citation
Décision no  138
Le Ministre de la Guerre André Diethelm cite
À L’ORDRE DU CORPS D’ARMÉE
LE 31e GROUPE DES FORCES TERRESTRES ANTIAÉRIENNES
« Magnifique groupe de Forces Terrestres Anti-Aériennes de Division Blindée, qui, sous les ordres du Chef d'Escadron Gely, puis du Capitaine Elias, a participé à tous les combats de la Division. Souffrant, en l'absence presque complète d'aviation ennemie, de ne pas trouver satisfaction à son besoin d'activité, s'est donné sans compter aux missions de tir à terre. Avec ses H.T à 4 mitrailleuses jumelées, comme avec ses canons de 40 ou avec le matériel ennemi récupéré, n'a cessé de protéger et d'appuyer l'Infanterie et les Chars des différents Combat-Commands de la Division. A été ainsi présent en acteur à toutes les victoires de la 5e Division Blindée : Belfort en novembre 1944, Hachimette, Lapoutroie et Kaysersberg en décembre 1944 et janvier 1945, Colmar en février 1945, où une de ses sections est entrée en combattant avec les chars de tête du Combat-Command à Lauterbourg, en mars, et pendant toute la campagne d’Allemagne, au cours de laquelle il a fait lui-même 600 prisonniers. En dépit de pertes sensibles en officiers, sous-officiers et hommes de troupe français et marocains, réunis dans un même esprit d'abnégation, n'a cessé d'être un exemple pour ses camarades de combat des autres armes. »
La présente citation comporte l'attribution de la croix de guerre avec étoile de vermeil.
Fait à Paris le 10 octobre 1945
Signé : Diethelm

## Épilogue
Le 31e GAFTA a été présent et participa à tous les combats et à toutes les victoires de la division.
- Belfort en novembre 1944
- Hachimette, Lapoutroie, Kaysersberg en décembre 1944 et janvier 1945
- Jebsheim (près de Colmar) en janvier 1945
- Colmar en février 1945 – Lauterbourg en mars
- L’Autriche jusqu’à Saint-Anton
- L’Allemagne jusqu’à Stuttgart

Le 31e GAFTA fut cité à l’ordre du corps d’armée.
Après quatre années d’existence, le 1er mai 1947, le 31e GAFTA est dissous. Ses batteries sont réparties entre les divers groupes d’artillerie blindée de la division.
Il fut regroupé en 1948 et reconstitué sous le nom de 485e GAA.
Son passé riche d’expérience et de gloire ne peut disparaître de nos cœurs.

### Sources et bibliographie
- Revues de la 5e Division Blindée, Éditions 5e DB, Neustadt, 1945-1954
- Louis Barthe, Un évadé de France, Association pour l'animation d'actions culturelles dans la haute vallée de l'Hers, 1993
- Revue Militaria Magazine, no  6, La 5e DB et ses insignes 1943-1945
- Revue 39/45 Magazine, no  137, Le renouveau de l'armée française et la mise sur pied des 1re et 5e DB
- Messieurs Mousset, Leduff, Dudognon, Pradeau, Marbot, Prevot, Giraudeau, Roussely et bien d'autres anciens du 31e GAFTA